# Panaxia lusitanica
Panaxia lusitanica är en fjärilsart som beskrevs av Adalbert Seitz 1910. Panaxia lusitanica ingår i släktet Panaxia och familjen björnspinnare. Inga underarter finns listade i Catalogue of Life.